# فيرول (قرجيطة)
بلدية فيرول (بالإسبانية: Ferrol)‏، هي إحدى بلديات مقاطعة قرجيطة إحدى مقاطعات إسبانيا، والتي تقع في منطقة جليقية شمال غرب إسبانيا.
يبلغ عدد سكانها 79,520 نسمة وفقاً لإحصائية سنة (2002).

## المناخ
يظهر الجدول التالي التغييرات المناخية على مدار السنة لفيرول:
| البيانات المناخية لـفيرول         | البيانات المناخية لـفيرول | البيانات المناخية لـفيرول | البيانات المناخية لـفيرول | البيانات المناخية لـفيرول | البيانات المناخية لـفيرول | البيانات المناخية لـفيرول | البيانات المناخية لـفيرول | البيانات المناخية لـفيرول | البيانات المناخية لـفيرول | البيانات المناخية لـفيرول | البيانات المناخية لـفيرول | البيانات المناخية لـفيرول | البيانات المناخية لـفيرول |
| الشهر                             | يناير                     | فبراير                    | مارس                      | أبريل                     | مايو                      | يونيو                     | يوليو                     | أغسطس                     | سبتمبر                    | أكتوبر                    | نوفمبر                    | ديسمبر                    | المعدل السنوي             |
| --------------------------------- | ------------------------- | ------------------------- | ------------------------- | ------------------------- | ------------------------- | ------------------------- | ------------------------- | ------------------------- | ------------------------- | ------------------------- | ------------------------- | ------------------------- | ------------------------- |
| متوسط درجة الحرارة الكبرى °م (°ف) | 13.3 (55.9)               | 14.1 (57.4)               | 15.8 (60.4)               | 17.2 (63.0)               | 18.9 (66.0)               | 22.1 (71.8)               | 23.2 (73.8)               | 23.9 (75.0)               | 23.4 (74.1)               | 19.8 (67.6)               | 15.8 (60.4)               | 13.9 (57.0)               | 18.4 (65.1)               |
| المتوسط اليومي °م (°ف)            | 10.2 (50.4)               | 10.2 (50.4)               | 11.8 (53.2)               | 12.9 (55.2)               | 14.8 (58.6)               | 17.9 (64.2)               | 19.0 (66.2)               | 19.7 (67.5)               | 18.4 (65.1)               | 15.7 (60.3)               | 12.5 (54.5)               | 10.3 (50.5)               | 14.5 (58.1)               |
| متوسط درجة الحرارة الصغرى °م (°ف) | 7.3 (45.1)                | 7.0 (44.6)                | 8.4 (47.1)                | 9.4 (48.9)                | 11.2 (52.2)               | 14.3 (57.7)               | 15.5 (59.9)               | 16.4 (61.5)               | 14.8 (58.6)               | 12.4 (54.3)               | 9.6 (49.3)                | 7.3 (45.1)                | 11.1 (52.0)               |
| معدل هطول الأمطار مم (إنش)        | 140 (5.5)                 | 97 (3.8)                  | 102 (4.0)                 | 97 (3.8)                  | 75 (3.0)                  | 57 (2.2)                  | 51 (2.0)                  | 38 (1.5)                  | 50 (2.0)                  | 183 (7.2)                 | 208 (8.2)                 | 157 (6.2)                 | 1٬257 (49.5)              |
| متوسط أيام هطول الأمطار (≥ 1 mm)  | 17                        | 11                        | 13                        | 11                        | 11                        | 7                         | 7                         | 6                         | 6                         | 14                        | 17                        | 15                        | 137                       |
| ساعات سطوع الشمس الشهرية          | 79                        | 124                       | 158                       | 194                       | 218                       | 238                       | 261                       | 248                       | 217                       | 139                       | 95                        | 90                        | 2٬060                     |
| المصدر: MeteoGalicia              |                           |                           |                           |                           |                           |                           |                           |                           |                           |                           |                           |                           |                           |

## توأمة
لفيرول اتفاقيات توأمة مع كل من:
- أديلايد
- لوغو
- Mondoñedo [الإنجليزية]‏
- فيلا دو كوندي
- كارتاخينا

## أعلام
- بابلو إيغليسياس
- خوسيه كناليخاس
- فرانثيسكو فرانكو
- اليخاندرو لوبيز
- أنجيلا رويز روبلس
- ناتشو نوفو